# Janaky Athi Nahappan
Puan Sri Datin Janaky Devar (25 de febrero de 1925 - 9 de mayo de 2014), más conocida como Janaky Athi Nahappan, fue miembro fundador del Congreso Indio de Malasia y una de las primeras mujeres involucradas en la lucha por la independencia de Malasia, entonces Malaya.
Janaki creció en una familia  tamil acomodada en Malaya y solo tenía 16 años cuando escuchó el llamamiento de Subhas Chandra Bose a los indios para que dieran todo lo que pudieran por su lucha por la independencia de la India. Inmediatamente se quitó los pendientes de oro y los donó. Estaba decidida a unirse al ala de mujeres, el Rani del Regimiento Rani de Jhansi del Ejército Nacional Indio. Hubo una fuerte objeción familiar, especialmente por parte de su padre. Pero después de mucha persuasión, su padre finalmente accedió.
Fue una de las primeras mujeres en unirse al Ejército Nacional Indio organizado durante la  ocupación japonesa de Malasia para luchar por la independencia de la India con los japoneses. Habiendo sido criada con lujo, inicialmente no pudo adaptarse a los rigores de la vida militar. Sin embargo, poco a poco se acostumbró a ella y su carrera en el regimiento despegó. Se convirtió en la segunda al mando del regimiento.
Después de la Segunda Guerra Mundial volvió como activista de la asistencia social.
Janaki encontró inspiradora la lucha del Congreso Nacional Indio por la independencia de la India y se unió a la Misión Médica del Congreso Indio en la entonces Malaya. En 1946 Nahappan ayudó a John Thivy a establecer el Congreso Indio Malayo, que se inspiró en el Congreso Nacional Indio. El partido vio a Thivy como su primer presidente. Más tarde, se convirtió en senadora en el Dewan Negara del Parlamento malasio.
El gobierno de la India le otorgó el cuarto honor civil más alto de Padma Shri en el año 2000. Murió en su casa el 9 de mayo de 2014 a causa de una neumonía.